# أرت وود
أرت وود (بالإنجليزية: Art Wood)‏ هو موسيقي بريطاني، ولد في 7 يوليو 1937 في West Drayton ‏ في المملكة المتحدة، وتوفي في 3 نوفمبر 2006 في لندن في المملكة المتحدة بسبب سرطان البروستاتا.